# Eugoa formosicola
Eugoa formosicola är en fjärilsart som beskrevs av Matsumura 1927. Eugoa formosicola ingår i släktet Eugoa och familjen björnspinnare. Inga underarter finns listade i Catalogue of Life.